# 佐藤宏介
佐藤 宏介（さとう こうすけ）は日本の工学者（システム工学）。大阪大学大学院基礎工学研究科システム創成専攻システム科学領域教授。

## 人物
小学校時代に無線工学の独学からアマチュア無線技士の資格を取得し、JH4CMYのコールサインで開局した。修道中学・高校では物理班 (JA4YNO) に所属し、中1でブラウン管オシロスコープを自作する等、電子工学、計算機工学を自学し、班長を務めた。大阪大学基礎工学部では制御工学科においてサイバネティクスを学び、パターン計測や映像情報メディアを専門とする。イースター島のモアイ像、エジプトの階段ピラミッド、出雲大社境内遺跡等を三次元計測する等、情報考古学にも携わる。代々の広島東洋カープファン。

## 略歴
- 1961年 広島県三原市に生まれる
- 1973年 広島市立舟入小学校 卒業
- 1979年 修道高等学校 卒業
- 1983年 大阪大学基礎工学部 卒業
- 1985年 大阪大学大学院基礎工学研究科修士課程・修了
- 1986年
  - 大阪大学大学院基礎工学研究科博士課程・中退
  - 大阪大学基礎工学部制御工学科 助手
- 1988年
  - 大阪大学工学博士
  - カーネギーメロン大学ロボット工学研究所 客員研究員（〜1990年）
- 1994年 奈良先端科学技術大学院大学情報科学研究科 助教授
- 1999年 大阪大学大学院基礎工学研究科 助教授
- 2003年 大阪大学大学院基礎工学研究科 教授
- 2016年 大阪大学全学教育推進機構 機構長（総長参与）
- 2018年 大阪大学副学長（全学共通教育担当）
- 2021年 大阪大学総長補佐（社学アウトリーチ担当）

## 主な著書
- 「三次元画像計測」（昭晃堂、1990）PDF公開